# جعرور سكوجي
جعرور سكوجي (الاسم العلمي: Gerrhosaurus skoogi) (بالإنجليزية: desert plated lizard)‏ هو نوع من الزواحف يتبع جنس الجعرور من فصيلة الجعروريات.